# Церква Святої Великомучениці Параскеви П'ятниці (Новосілка)
Церква Святої Великомучениці Параскеви П'ятниці в Новосілці — парафія і храм Бучацького благочиння Тернопільської єпархії Православної церкви України в селі Новосілка Чортківського району Тернопільської области.

## Історія церкви
Храм був збудований у 1883—1888 роках. Після війни, до 1953 року, його приміщення використовувалося як колгоспне зерносховище. У 1968 році церкву відкрили.
12 листопада 1991 року, на храмове свято, відбувся архіпастирський візит єпископа Тернопільського і Бучацького Василія. Він відслужив Літургію та освятив новий хрест із білого каменю, який відновили на старому місці на честь скасування панщини.
Протягом 1992—1994 років до храму добудували паламарку, встановили три великих куполи, перекрили споруду та збудували й покрили купол на дзвіниці.
У 1994 році насипали та освятили могилу на честь загиблих односельців — Січових Стрільців та воїнів УПА.

## Парохи
- о. Проскувніцький (1915—1930),
- о. Митронула (1930—1942),
- о. Степан Калюга (1968—1970),
- о. Іван Делишко,
- о. Гордійчук,
- о. Іван Доміньський,
- о. Михайло Чайківський (1974—1987),
- о. Богдан Комарницький (1988),
- о. Василь Когут (1989),
- о. Юрій Терлюк (1990),
- о. Іван Процик (1991).